# Gerbillus simoni
Gerbillus simoni (Піщанка Сімона) — вид родини мишеві (Muridae).

## Поширення
Алжир, Єгипет, Лівія, Марокко, Туніс. Цей вид зустрічається в багатих трав'янистою рослинністю степах і на посівних площах.